# Primarias presidenciales del Partido Demócrata de 2012
Las elecciones primarias y caucuses presidenciales de 2012 fueron el proceso por el cual los votantes del Partido Demócrata de Estados Unidos eligieron a su candidato para Presidente de los Estados Unidos en las elecciones presidenciales estadounidenses de 2012. El presidente en funciones Barack Obama ganó la nominación del Partido Demócrata asegurando más de los 2.383 delegados requeridos el 3 de abril de 2012 después de una serie de elecciones primarias y caucuses. Fue nominado formalmente por la Convención Nacional Demócrata 2012 el 5 de septiembre de 2012, en Charlotte, Carolina del Norte.

## Resumen de la carrera primaria
La expectativa general era que, con el presidente Barack Obama teniendo la ventaja de incumbencia y ser el único candidato viable que funcionaba, la carrera sería meramente pro forma.
Varios de los candidatos menos conocidos hicieron esfuerzos para aumentar la visibilidad. Algunos activistas del movimiento de la ocupación hicieron un intento de asumir el control los caucuses de Iowa, y consiguieron conseguir alrededor del 2% del voto para «No comprometido». Con ocho candidatos menores en la boleta electoral en New Hampshire, hubo un debate en Saint Anselm College en Goffstown, New Hampshire el 19 de diciembre de 2011, en el que participaron siete candidatos. El activista provida Randall Terry compró tiempo en la televisión para mostrar anuncios gráficos denunciando el aborto.
Tres candidatos - aparte de Obama - que habían estado en la boleta electoral en New Hampshire también estaban en la boleta electoral en Missouri. Uno de esos candidatos, Randall Terry, intentó difundir anuncios de televisión gráfica durante el Super Bowl XLIV, pero recibió resistencia de varias estaciones de televisión en algunos lugares. El Comité Nacional Demócrata también trató de detener los anuncios al afirmar que Terry no era un candidato democrático legítimo a pesar de que estaba legalmente en la boleta electoral.
Una serie de partidarios de las teorías de conspiración de la ciudadanía de Barack Obama, desafiando la legitimidad de la ciudadanía de Obama, trataron de quitar el nombre del presidente de la votación primaria de Georgia. Un juez administrativo estatal confirmó una citación, que fue ignorada por el presidente y su personal. En febrero de 2012, el desafío legal de los activistas fue rechazado por un juez del estado de Georgia y por el Secretario de Estado de Georgia, y Obama permaneció en la lista de la votación primaria.
El 8 de mayo de 2012, Keith Russell Judd, un recluso que cumple una sentencia de 210 meses, obtuvo el 41% de la votación primaria en Virginia Occidental contra el actual Barack Obama, un porcentaje más alto de votos en un estado que cualquier otro principal oponente de Obama Había alcanzado hasta ahora en 2012. Poco después, el abogado John Wolfe, Jr. obtuvo el 42% del voto primario en Arkansas después de la especulación generalizada de que Wolfe podría posiblemente provocar una alteración del estado.
Los desafíos al presidente Obama se clasificaron solamente para la balota en ocho estados - New Hampshire, Missouri, Oklahoma, Luisiana, Tejas, Virginia Occidental, Arkansas, y Alaska - mientras que un noveno (Ohio) iba a tener Randall Terry en la balota, Su nombre antes de que se imprimieran las boletas. Randall Terry también intentó disputar el caucus de Kansas, pero se le negó un lugar en la votación del comité después de que el Partido Demócrata del estado determinara que no cumplía con los requisitos.
Darcy Richardson suspendió su oferta para la nominación el 28 de abril de 2012. Él todavía apareció en la balota en Tejas y era un candidato elegible de la escritura en California después de suspender su campaña.
A pesar de la limitada oposición y en última instancia recibiendo el 100% de los delegados prometidos, el porcentaje total de Obama del voto primario popular nacional fue el más bajo de cualquier titular desde las disputadas elecciones de 1992 cuando George H. W. Bush fue desafiado por Pat Buchanan.

## Calendario
| Fecha                | Estado/territorio    | Tipo                    | Delegados | Superdelegados | Total de delegados | Votos para Obama    | Votos otros      | Fuente |
| -------------------- | -------------------- | ----------------------- | --------- | -------------- | ------------------ | ------------------- | ---------------- | ------ |
| 3 de enero de 2012   | Iowa                 | Caucus no vinculante    | 56        | 11             | 65                 | 8,064 (98.9%)       | 88 (1.1%)        | [ 17 ] |
| 10 de enero de 2012  | New Hampshire        | Primaria semicerrada    | 28        | 7              | 35                 | 49,080 (81.3%)      | 11,295 (18.7%)   | [ 18 ] |
| 21 de enero de 2012  | Nevada               | Caucus no vinculante    | 36        | 8              | 44                 | (98.3%)             | (1.7%)           | [ 19 ] |
| 28 de enero de 2012  | South Carolina       | Primaria abierta        | 55        | 6              | 62                 | (100%)*             | (0%)             |        |
| 31 de enero de 2012  | Florida              | Primaria no vinculante1 | 276       | 24             | 300                | (100%)*             | (0%)             |        |
| 7 de febrero de 2012 | Minnesota            | Caucus no vinculante    | 91        | 16             | 107                | 16,733 (96.3%)      | 643 (3.7%)       | [ 20 ] |
| 7 de febrero de 2012 | Missouri             | Primaria                | 77        | 13             | 90                 | 64,435 (88.4%)      | 8,453 (11.6%)    | [ 21 ] |
| 6 de marzo de 2012   | Oklahoma             | Primaria                | 45        | 5              | 50                 | 64,389 (57.1%)      | 48,382 (42.9%)2  | [ 22 ] |
| 6 de marzo de 2012   | Massachusetts        | Primaria                | 110       | 26             | 136                | 127,909 (86.5%)     | 19,964 (13.5%)   | [ 23 ] |
| 6 de marzo de 2012   | Colorado             | Caucus                  | 72        | 14             | 86                 | (100%)*             | (0%)             |        |
| 6 de marzo de 2012   | Ohio                 | Primaria                | 174       | 17             | 191                | 542,086 (100%)*     | (0%)             | [ 24 ] |
| 6 de marzo de 2012   | Tennessee            | Primaria                | 82        | 9              | 91                 | 80,705 (88.5%)      | 10,504 (11.5%)   | [ 25 ] |
| 6 de marzo de 2012   | Georgia              | Primaria                | 110       | 14             | 124                | 139,273 (100%)*     | (0%)             | [ 26 ] |
| 6 de marzo de 2012   | Virginia             | Primaria                | 106       | 17             | 123                | (0%)#               | (0%)             |        |
| 6 de marzo de 2012   | Vermont              | Primaria                | 18        | 9              | 27                 | 40,247 (98.4%)      | 675 (1.6%)       | [ 27 ] |
| 6 de marzo de 2012   | American Samoa       | Caucus                  | 6         | 6              | 12                 |                     |                  |        |
| 7 de marzo de 2012   | Hawaii               | Caucus                  | 26        | 9              | 35                 | 1,316 (96.91%)      | 42 (3.09%)       | [ 28 ] |
| 13 de marzo de 2012  | Alabama              | Primaria                | 63        | 6              | 69                 | 241,167 (84.09%)    | 45,613 (15.91%)  | [ 29 ] |
| 13 de marzo de 2012  | Mississippi          | Primaria                | 40        | 5              | 45                 | 97,304 (100%)*      | (0%)             | [ 30 ] |
| 13 de marzo de 2012  | Utah                 | Caucus                  | 29        | 5              | 34                 | (100%)*             | (0%)             |        |
| 20 de marzo de 2012  | Illinois             | Primaria                | 189       | 26             | 215                | 652,583 (>99.99%)   | 134 (<0.01%)     | [ 31 ] |
| 24 de marzo de 2012  | Louisiana            | Primaria                | 64        | 7              | 71                 | 115,150 (76.46%)    | 35,451 (23.54%)  | [ 32 ] |
| 31 de marzo de 2012  | Arizona              | Caucuses                | 70        |                | 70                 | (100%)*             | (0%)             |        |
| 3 de abril de 2012   | District of Columbia | Primaria                | 70        | 22             | 92                 | 56,503 (97.4%)      | 1,486 (2.6%)     | [ 33 ] |
| 3 de abril de 2012   | Maryland             | Primaria                | 97        | 23             | 120                | 288,766 (88.5%)     | 37,704 (11.5%)   | [ 34 ] |
| 3 de abril de 2012   | Wisconsin            | Primaria                | 100       | 11             | 111                | 293,914 (97.9%)     | 6,341 (2.1%)     | [ 35 ] |
| Abril 10–14, 2012    | Alaska               | Caucus                  | 19        | 5              | 24                 | 500 (100%)          | (0%)             | [ 36 ] |
| 24 de abril de 2012  | Connecticut          | Primaria                | 73        | 15             | 88                 | (0%)#               | (0%)             |        |
| 24 de abril de 2012  | New York             | Primaria                | 337       | 47             | 384                | (0%)#               | (0%)             |        |
| 24 de abril de 2012  | Pennsylvania         | Primaria                | 228       | 22             | 250                | 616,102 (100%)*     | (0%)             | [ 37 ] |
| 24 de abril de 2012  | Rhode Island         | Primaria                | 32        | 9              | 41                 | 6,759 (83.4%)       | 1,348 (16.6%)    | [ 38 ] |
| Mayo 1–6, 2012       | Democrats Abroad     | Primaria                | 15        | 4              | 19                 | 2,709 (99.09%)      | 25 (0.91%)       | [ 39 ] |
| 5 de mayo de 2012 }} | Guam                 | Caucus                  | 7         | 5              | 12                 | 700 (100%)*         | (0%)             | [ 40 ] |
| 5 de mayo de 2012    | Michigan             | Primaria                | 183       | 20             | 203                | 174,054 (89.3%)     | 20,833 (10.7%)   | [ 41 ] |
| 8 de mayo de 2012    | Indiana              | Primaria                | 96        | 10             | 106                | 221,466 (100%)*     | (0%)             | [ 42 ] |
| 8 de mayo de 2012    | North Carolina       | Primaria                | 139       | 19             | 158                | 766,077 (79.23%)    | 200,810 (20.77%) | [ 43 ] |
| 8 de mayo de 2012    | West Virginia        | Primaria                | 36        | 10             | 46                 | 106,770 (59.35%)    | 73,138 (40.65%)  | [ 44 ] |
| 15 de mayo de 2012   | Oregón               | Primaria                | 70        | 14             | 84                 | 309,358 (94.79%)    | 16,998 (5.21%)   | [ 45 ] |
| 15 de mayo de 2012   | Nebraska             | Primaria no vinculante  | 38        | 6              | 44                 | *63,881 (100%)      | (0%)             | [ 46 ] |
| 22 de mayo de 2012   | Arkansas             | Primaria                | 47        | 8              | 55                 | 94,852 (58.4%)      | 67,491 (41.6%)   | [ 47 ] |
| 22 de mayo de 2012   | Kentucky             | Primaria                | 66        | 7              | 73                 | 119,293 (57.8%)     | 86,925 (42.2%)   | [ 48 ] |
| 29 de mayo de 2012   | Texas                | Primaria                | 260       | 28             | 288                | 520, 410 (88.2%)    | 69,754 (11.8%)   | [ 49 ] |
| 30 de mayo de 2012   | Delaware             | Caucus                  | 24        | 9              | 33                 | (0%)#               | (0%)             |        |
| Junio 2–3, 2012      | U.S. Virgin Islands  | convention              | 7         | 6              | 13                 |                     |                  |        |
| 3 de junio de 2012   | Puerto Rico          | Primaria                | 60        | 7              | 67                 |                     |                  |        |
| 5 de junio de 2012   | California           | Primaria                | 547       | 64             | 611                | 2,075,905 (>99.99%) | 404 (<0.01%)     | [ 50 ] |
| 5 de junio de 2012   | Montana              | Primaria                | 24        | 7              | 31                 | 79,932 (89.77%)     | 8,270 (10.23%)   | [ 51 ] |
| 5 de junio de 2012   | New Jersey           | Primaria                | 153       | 19             | 172                | 283,673 (100%)*     | (0%)             | [ 52 ] |
| 5 de junio de 2012   | New Mexico           | Primaria                | 39        | 11             | 50                 | 122,958 (100%)*     | (0%)             | [ 53 ] |
| 3 de junio de 2012   | Puerto Rico          | Caucus                  | 60        | 7              | 67                 |                     |                  |        |

* - Sin oponente
# - Cancelada
Notas
1. La legislatura de la Florida fijó la fecha para su primaria el 31 de enero, violando las pautas de programación del Comité Nacional Democrático (DNC). El DNC ha declarado desde entonces que la primaria de Florida no es vinculante, y por lo tanto un sistema alterno de la selección del delegado que consiste en Caucuses del condado ahora ocurrirá el 5 de mayo, seguido por una convención del estado en junio.
2. Randall Terry recolectó el 18% de los votos, ganando doce condados, en la primaria de Oklahoma, calificándolo para siete delegados a la Convención Nacional Demócrata de 2012. Jim Rogers recolectó el 13% de los votos, ganando tres condados, calificándolo para tres delegados (uno de cada uno de los tres distritos del Congreso donde recolectó más del 15%).[54]

## Candidatos

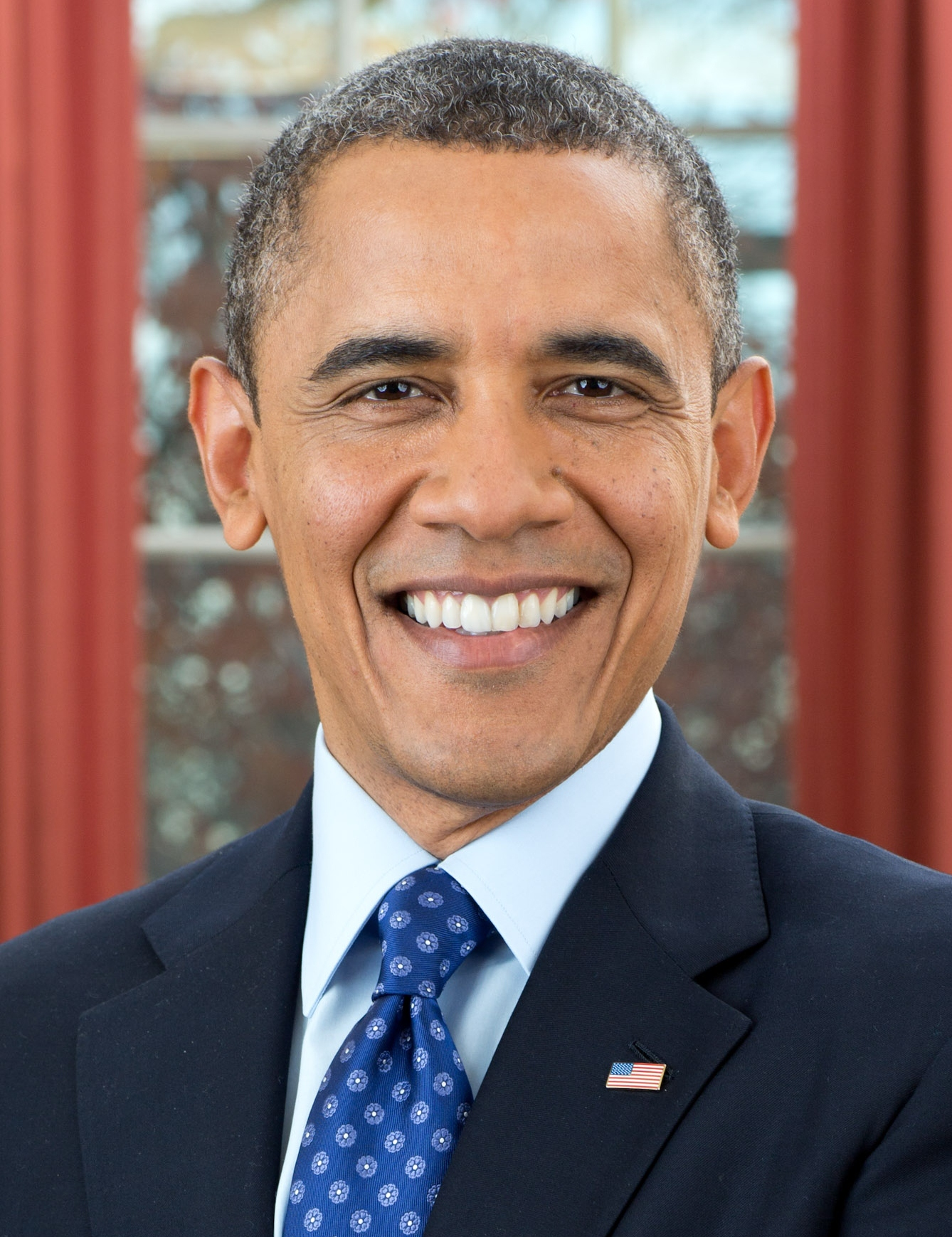
Presidente Barack Obama
Candidato perenne y recluso Keith Russell Judd de Texas
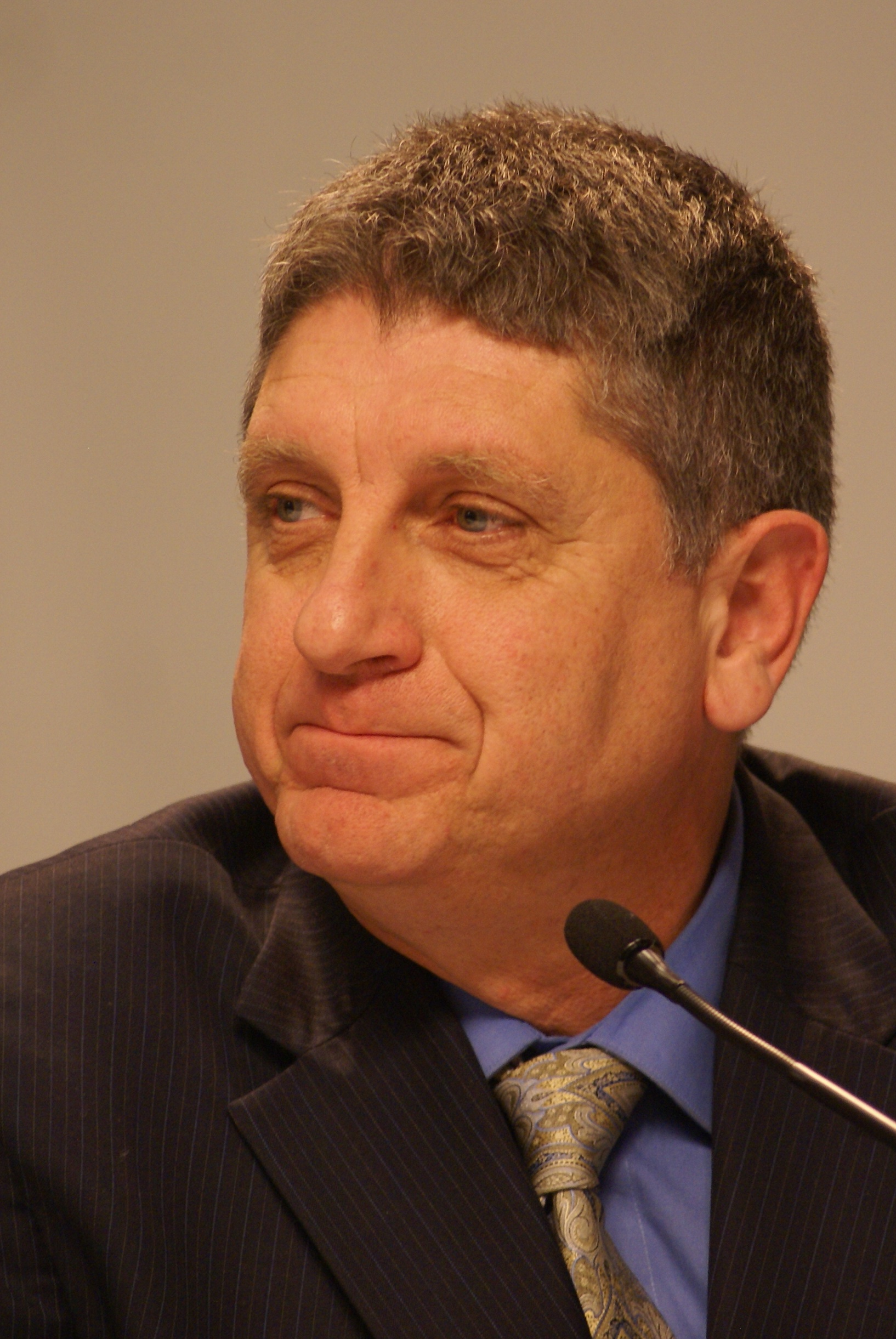
Activista pro-vida Randall Terry de West Virginia (website)
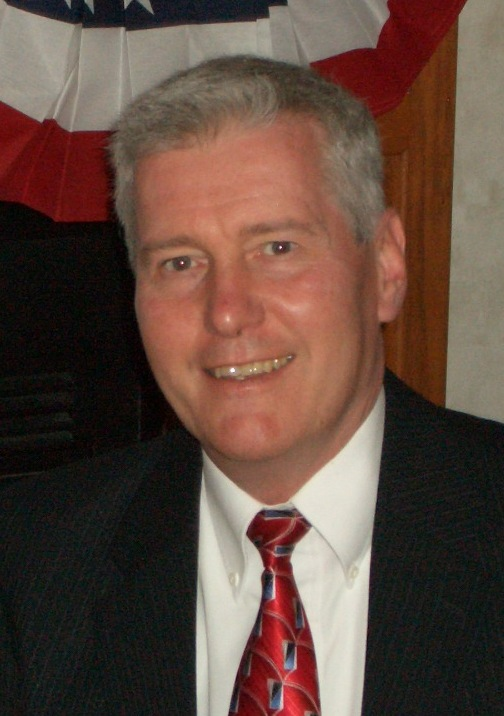
Escritor Darcy Richardson de Florida (website)
Candidato perenne Jim Rogers de Oklahoma
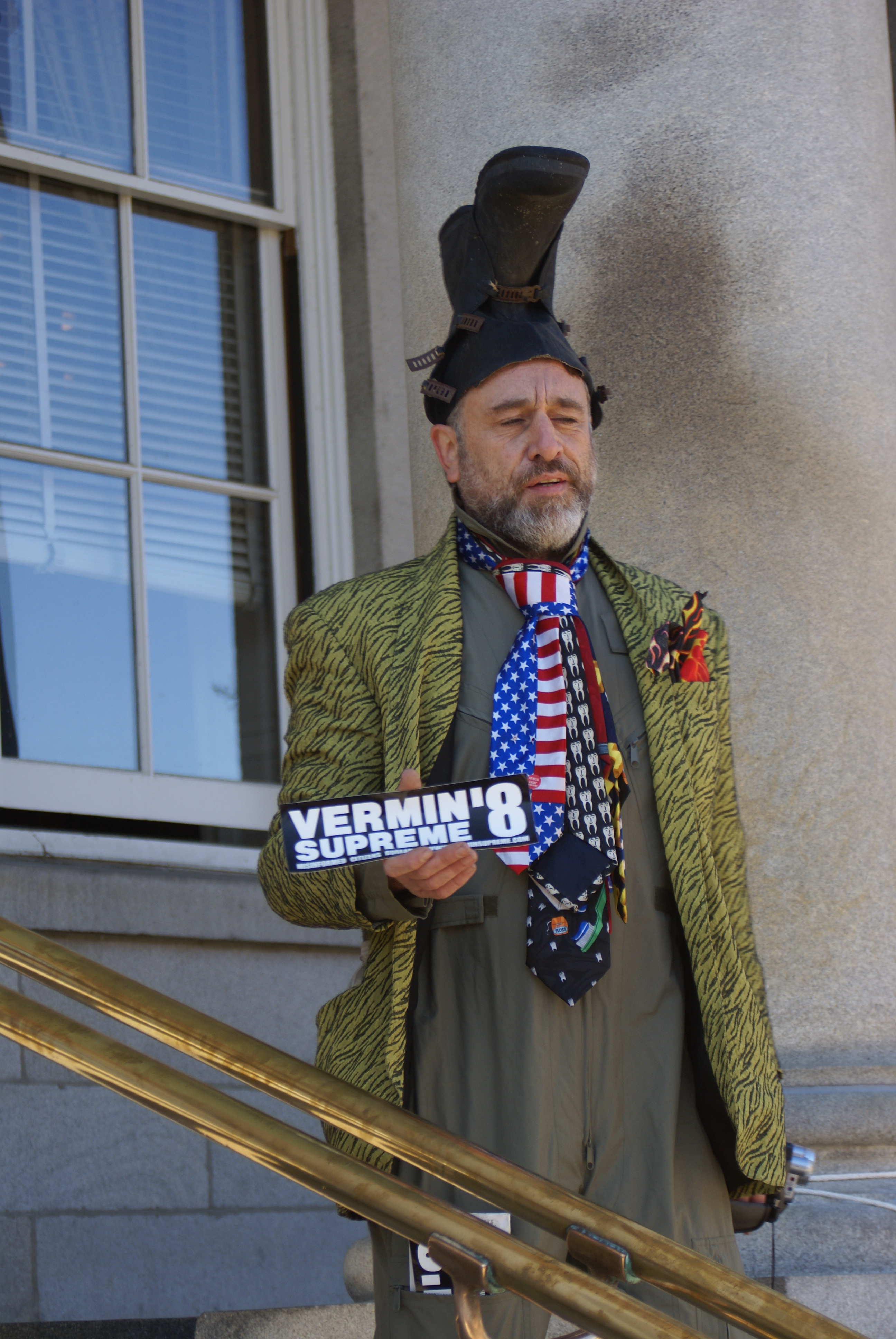
Artista Vermin Supreme de New Hampshire (website)
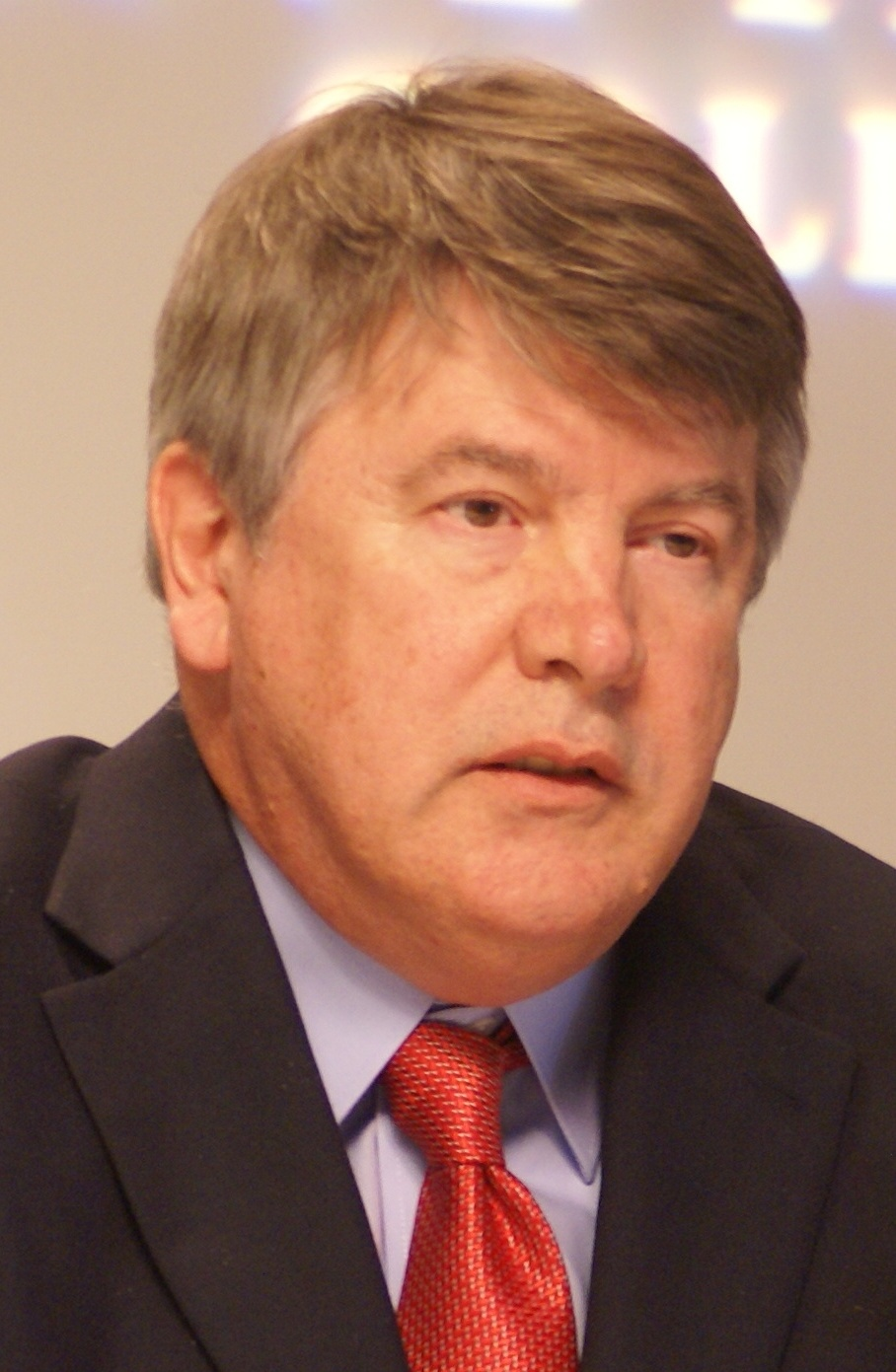
Fiscal y candidato perenne John Wolfe Jr. de Tennessee (website)